# Résolution 412 du Conseil de sécurité des Nations unies
Membres permanents
- Chine
- États-Unis
- France
- Royaume-Uni
- URSS

Membres non permanents
- Allemagne de l'Ouest
- Bénin
- Canada
- Inde
- Libye
- Mauritanie
- Pakistan
- Panama
- Roumanie
- Venezuela

Résolution no 411 Résolution no 413
La résolution 412 est une résolution du Conseil de sécurité de l'ONU votée le 7 juillet 1977 concernant Djibouti et qui recommande à l'Assemblée générale des Nations unies d'admettre ce pays comme nouveau membre.

## Contexte historique
À partir de la Seconde Guerre mondiale, la population de la ville de Djibouti croît rapidement, passant officiellement d'environ 17 000 habitants en 1947, à 40 000 au début des années 1960, 62 000 en 1967, 118 000 en 1972 pour dépasser 150 000 habitants au début des années 1980.
En 1949, Djibouti devient un port franc, sa nouvelle monnaie, le franc Djibouti, est rattaché au dollar US. La même année de violents affrontements entre des groupes identifiés comme « issa » et « gadaboursi » causent plusieurs dizaines de morts. Ils sont révélateurs des rivalités pour l'accès à la ressource que représente le travail disponible, en particulier au port. Ces tensions, qui avaient déjà commencé avant la guerre, durent jusqu'à la fin de la présence française, marquées par le renvoi des dockers Yéménites, puis Somalis.
Après la manifestation d'une revendication d'indépendance en août 1966, puis des conflits sociaux, un barrage est érigé autour de la ville, officiellement pour contenir les migrations. Cependant les tensions perdurent. Un référendum est organisé le 19 mars 1967 sur le maintien du territoire sous souveraineté française. Après un scrutin entaché de fraudes qu'il est difficile de quantifier, officiellement 60,6 % des votants approuvent un changement de la dénomination de la colonie, qui devient le territoire français des Afars et des Issas (TFAI). Ses structures de gouvernement sont modifiées mais restent sous la tutelle française. Les tensions politiques et sociales restent fortes. En février 1976, la dramatique prise en otage d'un car scolaire à Loyada confirme qu'il n'est plus possible de maintenir le pays dans cet étau répressif.
En novembre 1975, Pierre Messmer annonce un processus devant conduire à l'indépendance du territoire. Les listes électorales sont ouvertes aux habitants pour leur permettre de s'exprimer. En juillet 1976, Ali Aref Bourhan, lié aux réseaux gaullistes, démissionne de la présidence du Conseil de gouvernement, il est remplacé par Abdallah Mohamed Kamil.

Le 8 mai 1977, la population, consultée pour la troisième fois (après 1958 et 1966) choisit l'indépendance. Elle est proclamée le 27 juin, avec la naissance de la république de Djibouti. Son premier président est Hassan Gouled Aptidon qui instaure rapidement un système de parti unique. (Issu de l'article Djibouti).
À la suite de cette résolution ce pays est admis à l'ONU le 20 septembre 1977,.

## Texte
- Résolution 412 Sur fr.wikisource.org
- Résolution 412 Sur en.wikisource.org